# La Femme du pionnier
Pour l’article homonyme, voir Dakota.
Pour plus de détails, voir Fiche technique et Distribution.
La Femme du pionnier (Dakota) est un western américain réalisé par Joseph Kane, sorti en 1945.

## Synopsis
En 1871, sur le territoire du Dakota, le joueur professionnel John Devlin rencontre 'Sandy', fille de Marko Poli, magnat du chemin de fer. Les deux jeunes gens se marient et s'enfuient, poursuivis par le père. Lors de leur périple, ils remontent une rivière vers le nord à bord du River Bird, commandé par le capitaine Bounce, et sont confrontés au gang de Jim Bender et de son second 'Bigtree' Collins.

## Fiche technique
- Titre : La Femme du pionnier
- Titre original : Dakota
- Réalisateur et producteur : Joseph Kane
- Réalisateur de seconde équipe : Yakima Canutt
- Assistant de production : Andrew V. McLaglen (non crédité)
- Scénario : Lawrence Hazard, d'après une histoire originale de Carl Foreman, adaptée par Howard Estabrook
- Musique : Walter Scharf (crédité uniquement comme directeur musical)
- Directeur de la photographie : Jack A. Marta (crédité Jack Marta)
- Direction artistique : Gano Chittenden et Russell Kimball
- Décors de plateau : John McCarthy Jr. et James Redd
- Costumes : Adele Palmer
- Montage : Fred Allen
- Société de production et de distribution : Republic Pictures
- Genre : Western
- Pays de production : États-Unis
- Format : Noir et blanc
- Durée : 82 minutes
- Date de sortie : 
  - États-Unis : 25 décembre 1945

## Distribution
- John Wayne	: John Devlin
- Vera Ralston : Sandra « Sandy » Poli (Devlin) (créditée Vera Hruba Ralston)
- Walter Brennan : Capitaine Bounce
- Ward Bond : Jim Bender
- Ona Munson	: « Jersey » Thomas
- Olive Blakeney : Mme Stowe
- Mike Mazurki : « Bigtree » Collins
- Hugo Haas : Marko Poli
- Nick Stewart : Nicodemus (bosco de Bounce) (crédité Nicodemus Stewart)
- Paul Fix : Carp
- Grant Withers : Slagin
- Robert Livingston : Lieutenant
- Olin Howland : Conducteur de Devlin (crédité Olin Howlin)
- Pierre Watkin : Wexton Geary (représentant de Poli)
- Robert Barrat : Anson Stowe (crédité Robert H. Barrat)
- Jonathan Hale : Colonel Wordin
- Robert Blake : Jeune garçon (crédité Bobby Blake)
- Paul Hurst	: Capitaine Spotts
- Eddy Waller : Conducteur de diligence
- Sarah Padden : Mme Plummer
- George Cleveland : M. Plummer
- Jack La Rue : Suade
- Selmer Jackson : Dr Judson
- Claire Du Brey : Wahtonka
- Roy Barcroft : Conducteur de Poli

Acteurs non crédités
- Houseley Stevenson : Un employé du chemin de fer
- Tom London : Un ancien
- LeRoy Mason : Un joueur
- Victor Varconi : Un français
- Michael Visaroff : Un russe